# パリケ
パリケ（古代ギリシア語: Παλικήν; イタリア語: Palikè）はシケリア（シチリア）の古代都市である。考古学遺跡は、マルギ川が作った渓谷にある玄武岩でできた山脚の上のロッチチェーラ（Rocchicella）にある。パラゴニーアから2キロメートル西に位置するが、行政区分上はミネーオの一部である。パラゴーニア、ミネーオ共にカターニア県のコムーネである。最近シチリア州がこの一帯を購入し、一般にも公開されるようになった。発掘作業中に見つかった遺物の展示のために、展示室が作られている。

## 歴史
この都市の起源に関しては良く分からない。ディオドロスは、紀元前453年に先住民であるシケル人の指導者であるドゥケティオスによって建設されたとしている。都市の名前は、近隣にあったパリキ神（en）の聖域にちなんだものである。都市は強固な城壁で囲まれており、付近は豊穣な土地であったため、急速に成長した。しかしパリケは直ぐに破壊され、ディオドロスが『歴史叢書』を完成させた紀元前60年頃には無人のままであった。
ディオドロスによると紀元前440年にトリナキエが破壊されたとしており、パリケが破壊されたのは同じ年ではないかと思われる。ドゥケティオスはこの年の初めに病死している。ピーター・グリーンや他の何人かの歴史家は、トリナキエとパリケは同じ都市であると推定している。『歴史叢書』の目次には「ピケニア人（en）に対するシュラクサイの遠征」が含まれているが、これは意味をなさない。古代ギリシア語のつづりの間違いで、「パリキ人」が正しいと思われる。トリナキエはシケル古来の固有名詞であり、それはシケルの国家主義的野心に適した名前だっただろう。パリケはトラナキエと改名されたか、あるいはそのアクロポリスがトリナキエと呼ばれていたと推定される。

## その他参考資料
- Maniscalco, Laura; McConnell, Brian E.. “The Sanctuary of the Divine Palikoi (Rocchicella di Mineo, Sicily): Fieldwork from 1995 to 2001”. American Journal of Archaeology 107 (2):  145–180. doi:10.3764/aja.107.2.145.
- Iovino, M. R.; Maniscalco, L.; Pappalardo, G.; Pappalardo, L.; Puglisi, D.; Rizzo, F.; Romano, F. P.. “Archeological Volcanic Glass from the Site of Rocchicella (Sicily, Italy)”. Archaeometry 50 (3):  474–494. doi:10.1111/j.1475-4754.2007.00352.x.